# Шёневёрде
Шёневёрде (нем. Schönewörde) — община в Германии, в земле Нижняя Саксония.
Входит в состав района Гифхорн. Подчиняется управлению Везендорф. Население составляет 919 человек (на 31 декабря 2010 года). Занимает площадь 17,73 км².
| Год  | Население |
| ---- | --------- |
| 1990 | 798       |
| 1995 | 939       |
| 2000 | 981       |
| 2005 | 980       |
| 2010 | 937       |